# 上海飞行情报区
上海飞行情报区是中华人民共和国的十一个飞行情报区之一。依照相关法律，该区域归属中国民用航空华东空中交通管理局日常管理:2。
1975年设定时，覆盖台北飛航情報區，1984年划出。目前，两者大体沿臺灣海峽中線分别管理，并在中线以西区域部分重叠。兩岸定期航線開通以后，华东空中交通管理局及下属机构与台北飛航情報區管理者——中華民國交通部民用航空局飛航服務總臺除日常资讯交换外:2，亦有定期交流及聯繫協調機制:2。

## 历史
1953年，国际民航组织为当时代表中国的中华民国划定台北飛航情報區。1971年，国际民航组织承认中华人民共和国政府是代表中国的唯一合法政府，取消对中华民国的承认。1974年，中华人民共和国政府开始行使代表权。1975年时，中华人民共和国民航共拥有135条航线，并在当年结束了连续七年的亏损。7月23日，中华人民共和国国务院、中央军委批准中国民航总局、外交部、总参谋部和海上安全指挥部的报告，下发《中国民航飞行情报区的划分方案》，将全国划为沈阳、北京、上海、广州、昆明、武汉、兰州、乌鲁木齐9个飞行情报区和飞行搜寻援救区。
上海飞行情报区范围为自连云港经邳县、商丘、阜阳、南昌、吉安、赣州、北纬23°30'东经117°30'、北纬21°东经117°30'、北纬21°东经121°30'、北纬25°东经123°、北纬26°东经125°、北纬32°30'东经126°50'、北纬32°30'东经124°、北纬34°45'东经124°，至连云港连线以内的空域。此时，上海飞行情报区覆盖台北飛航情報區。1979年，国务院、中央军委批准划定全国航路。其中，对外开放的国际、地区航路共有10条，上海占33%。2条从上海始发：上海—广州—香港、上海—武汉—昆明—（仰光）；1条经停上海： 北京—上海—（东京）；国内航路共有9条，其中4条从上海始发：上海—合肥—郑州—西安—兰州，上海—杭州—南昌—广州，上海—合肥—武汉—重庆—成都，上海—南昌—长沙—贵阳。各航路宽度均为20公里（中心线两侧各10公里）。当时，由上海管理局管理所属各省管理局。
1984年，CAAC根据实际情况，将台北飞行管制区范围单独划分为台北飞行情报区。2006年，上海飞行情报区范围为黄梅、阜阳、虞城老城、菏泽、北馆陶、惠民、北纬38°15'东经120°、北纬38°15'东经123°、北纬38°东经124°、北纬29°东经124°、北纬26°29'08"东经121°26'56"、北纬25°东经120°、北纬23°东经117°30'、北纬23°30'东经117°30'、诏安、大埔、P163（北纬24°40'24"东经115°24'30"）、北纬25°05'30"东经115°25'、赣州、高坪、宁冈、修水、黄梅连线内。
2010年代，管理上海飞行情报区的华东空中交通管理局飛服中心共管理16個機場航行情報報告室。其中，上海虹橋機場、上海浦東機場、廣州白雲機場及华空中交通管理局北京首都機場的航行情報報告室針對國際航線另外提供航行情報資料:4。
2011年9月22日，济南高空管制区划归北京区域管制中心。

## 下辖
- 上海区域管制中心（Shanghai ACC）：负责上海飞行情报区7800米（不含）以上高空[7]、上海中低空區域內統一提供空中交通管制服務、流量管理服務和告警服務。机关位于青浦区朱家角镇。

### 中低空管制区
- 青岛区域管制中心（Qingdao ACC）：负责山东半岛及部分东海、部分黄海7800米以下空域的空中交通管制、情报和告警服务[8]。机关位于青岛胶东国际机场附近[9][10]。
- 南昌区域管制中心（Nanchang ACC）：负责江西地区19万平方公里7800米以下空域的空中交通管制、空域管理、流量管理等空中交通管理工作[11]。机关位于南昌昌北国际机场附近南昌市临空经济区[12]
- 合肥区域管制中心（Hefei ACC）：负责安徽地区约11万平方公里7800米以下空域[13][14]。
- 厦门区域管制中心（Xiamen ACC）：负责福建大部、广东东部和浙江南部4800米至7800米管制空域的空中交通管制、空域管理、流量管理等空中交通管理工作[15]。属于民航厦门空管站管辖，机关位于厦门高崎国际机场附近[4]。

### 终端/进近管制
- 上海终端管制中心（Shanghai TMA）：以上海虹桥国际机场为中心半径100至120公里范围、6000米以下空域。机关位于上海浦东国际机场附近[16]。
  - 6个民航机场：上海浦东国际机场、上海虹桥国际机场、苏南硕放国际机场、南通兴东国际机场、龙华机场、高东海上救助机场，其中无锡为军民合用机场
  - 4个军用机场：大场机场、嘉兴机场、光福机场、崇明机场
  - 1个飞艇起降点（孙桥）[2][17]
- 南京进近：江苏中北部约9万平方公里、11个机场的起降和飞越航班提供管制服务[18][19]。
  - 02扇区：南京禄口国际机场
  - 03扇区：常州奔牛国际机场
  - 04扇区：扬州泰州国际机场、徐州观音机场、连云港白塔埠机场、淮安涟水机场、盐城南洋机场[20]
- 合肥进近：成立于2010年[21]，负责安徽省南北长约190公里，东西宽约270公里空域范围[22]。
  - 合肥新桥国际机场、池州九华山机场、阜阳机场、安庆机场[23]、芜湖宣州机场
  - 南京禄口国际机场（进近排序）
- 南昌进近：成立于2010年[24]。
  - 南昌昌北国际机场、九江庐山机场、景德镇机场
- 杭州进近：
  - 大型机场：杭州萧山国际机场
  - 支线机场：义乌机场、衢州机场、黄山屯溪国际机场
  - 通用机场：安吉天子湖通用机场、桐庐直升机场、浙医二院直升机场、建德千岛湖通用机场等[25][26]
- 宁波进近：2014年成立。管辖包括浙江东部宁波栎社国际机场、舟山普陀山机场、新昌万丰通用机场周围1.7万余平方公里、4200米以下空域[27][28][29][30]
- 温州进近：包括温州龙湾国际机场、台州机场附近6000米以下空域[31][32][33]
- 福州进近：福建省北部6000米以下空域，包括福州长乐国际机场、武夷山机场、三明沙县机场[34]
- 厦门进近：厦门高崎国际机场附近福建东南沿海地区半径80公里以内5400米以下空域[4][35][36]
- 晋江进近：2021年成立。包括泉州晋江国际机场[37]。
- 青岛进近：2011年成立，2021年迁址青岛胶东国际机场，负责青岛机场附近6000米以下空域[10][38]。
- 烟台进近：2015年随烟台蓬莱国际机场设立[39]。
- 济南进近：济南遥墙国际机场

## 管制频率
- AR01 128.325 备用132.9 (H24 6000 12500m)=AR21
- AR02 128.75 备用133.7 (by ATC 12500m down) AR03 120.95 备用134.0 (H24 12500m down)
- AR04 125.95 备用123.7 (H24 12500m down)=AR26 北
- AR05 120.55 备用134.2 (by ATC 12500m down)
- AR06 134.9 备用135.7 (by ATC 6000 7800m)=AR38=＊=南京APP
- AR07 135.0 备用127.55 (by ATC 12500m down) AR08 134.30 备用133.7 (by ATC 12500m down)
- AR09 128.15 备用134.4 (H24 7800 12500m)=厦门CTL AR04
- AR10 120.90 备用132.1 (H24 7800 12500m)=*=厦门CTL AR01
- AR11 132.45 备用134.05 (H24 7800m 12500m)=*=南昌CTL AR02/03 AR12 128.70 备用134.05 (H24 7800 12500m)=＊=南昌CTL AR02/03/04 AR13 132.50 备用135.5 (H24 7800 12500m)=合肥CTL AR04/AR05 AR14
- 132.40 备用123.7 (by ATC 7800m up)=AR34=*=南京APP
- AR15 135.75 备用132.75 (H24 12500m down)=*=杭州APP 北AR16 134.25 备用124.575 (by ATC 6000 12500m)
- AR17 123.95 备用133.4 (by ATC 7800 12500m)=合肥AR02
- AR18 132.625 备用132.275 (by ATC 9800m down)=AR28=＊=温州APP AR19 124.95 备用119.3 (by ATC 6000 12500m)=杭州APP 南
- AR20 133.0 备用133.325 (by ATC 7800 12500m)=*=南昌CTL AR03 AR21 120.70 备用132.90 (H24 6000 12500m)=＊=南昌AR01/04 AR22 133.475 备用134.25 (by ATC 7800 12500m)
- AR23 132.325 备用135.5 (by ATC 7800 12500m)=合肥AR01 AR24 133.275 备用127.55 (by ATC 12500m down)
- AR25 120.1 备用133.4 (by ATC 7800 12500m)=合肥AR03 AR26 125.325 备用123.7 (H24 12500m down) =AR04 东AR27 133.075 备用132.75 (8:30 次日01:30 6000 12500m ) AR28 123.775 备用132.275 (by ATC 9800 12500m)=AR18
- AR29 133.225 备用134.4 (by ATC 7800 12500m)=厦门CTL AR03/ 02
- AR30 125.975 备用132.1(by ATC 7800 12500m)=*=厦门CTL AR01/ 02=＊=厦门/晋江APP AR31 118.975 备用119.3(H24 6000 12500m)
- AR32 133.875 备用133.7 (by ATC 12500m down)
- AR33 120.75 备用134.0(by ATC 12500m down)
- AR34 128.125 备用123.7 (by ATC 7800 12500m) =AR14
- AR35 135.05 备用133.325 (by ATC 7800 12500m)=*=南昌CTL AR03/04 AR36 134.475 备用124.575 (by ATC 6000 12500m)
- AR37 126.175 备用134.2 (by ATC 12500m down)
- AR38 133.8 备用135.7 (by ATC 7800 12500m)=AR06=*=南京APP AR39 126.9 备用134.05 (by ATC 7800 12500m)=＊=南昌CTL AR01/02

不包括杭州、宁波进近管制区短波：
- 8897KHZ 08:01 20:00
- 3016KHZ 20:01 次日08:00 (6571)KHZ H24

## 备注
1. ↑  《中国民用航空空中交通管理规则》第一章节第三条 中国民用航空局(以下简称民航局)负责统一管理全国民用航空空中交通管理工作,中国民用航空地区管理局(以下简称地区管理局)负责监督管理本辖区民用航空空中交通管理工作[1]:11。